# Xawery Dunikowski
Xawery Dunikowski, (Xavier) né le 24 novembre 1875 à Cracovie et mort le 26 janvier 1964 à Varsovie, est un sculpteur et peintre polonais.

## Biographie
En 1914, à Paris, il se présente comme tant d'autres compatriotes devant le Comité de volontaires polonais lequel siège au 10 de la Rue Notre-Dame-de-Lorette, et s'engage dans la Légion étrangère pour se battre aux côtés de la France (Légion des Bayonnais).
Il expose comme peintre à la Société nationale des beaux-arts en 1929.

## Œuvres
- Monument de la libération de la Varmie-Mazurie
- Monument de la gratitude de l'armée rouge
- Statue et l'amphithéâtre au sommet de Sainte Anne

## Musée
Depuis 1965, à Varsovie, le musée Królikarnia lui rend hommage. 

## Distinctions
- Croix de Commandeur avec étoile dans l'Ordre Polonia Restituta.